# Good Doctor (série télévisée, 2017)
Pour les articles homonymes, voir The Good Doctor.
Good Doctor ou Le Bon Docteur au Québec (The Good Doctor) est une série télévisée dramatique américaine en 126 épisodes de 42 minutes développée par David Shore, fondée sur la série sud-coréenne du même nom, et diffusée entre le 25 septembre 2017 et le 21 mai 2024 sur le réseau ABC et en simultané sur le réseau CTV au Canada.
En Suisse, la série est diffusée depuis le 19 août 2018 sur RTS Un ; en Belgique, depuis le 23 août 2018 sur La Une ; en France depuis le 28 août 2018 sur TF1 ; et au Québec à partir du 3 janvier 2019 sur le réseau TVA.
La série est produite par Sony Pictures Television et ABC Studios, en association avec les sociétés de production Shore Z Productions, 3AD et Entermedia. David Shore sert de showrunner et Daniel Dae Kim est le producteur délégué de la série.
La série met en vedette Freddie Highmore dans le rôle de Shaun Murphy, un jeune autiste interne en chirurgie à l'hôpital San Jose St. Bonaventure. Antonia Thomas, Hill Harper, Richard Schiff, Will Yun Lee, Christina Chang, Paige Spara et Fiona Gubelmann jouent également dans la série.
La série a reçu des avis mitigés de la part des critiques, avec des éloges particuliers pour la performance de Freddie Highmore, tandis que la représentation de l'autisme ne faisait pas l'unanimité.

## Synopsis
Shaun Murphy est un jeune docteur autiste savant. Ayant un trouble du spectre autistique, il est doté d'une très grande intelligence, mais a également beaucoup de difficultés à communiquer et à gérer les interactions sociales.
Rêvant de devenir chirurgien, il intègre en tant qu'interne le prestigieux Saint Bonaventure Hospital de San José où il est soutenu par le docteur Aaron Glassman, son mentor depuis l'âge de quatorze ans. Celui-ci met son poste de directeur de l’hôpital en danger pour l'engager. Débordant d'optimisme, Shaun suscite vite de l'admiration, mais apprend aussi à surmonter les préjugés de ses pairs sur son TSA, en prouvant ses compétences. Confronté à des dilemmes, il relève en permanence le défi de ces cas chirurgicaux stimulants.

## Distribution

### Acteurs principaux
- Freddie Highmore (VF : Antoine Schoumsky) : Dr Shaun Murphy
- Nicholas Gonzalez (VF : Stéphane Fourreau) : Dr Neil Melendez (saisons 1 à 3 - invité saison 4)
- Antonia Thomas (VF : Aurélie Konaté) : Dr Claire Browne (saisons 1 à 4 - invitée saison 5 et 7)
- Chuku Modu (VF : Pascal Nowak) : Dr Jared Kalu (principal saison 1 et 7 - récurrent saison 6 - invité saison 2)
- Beau Garrett (VF : Stéphanie Lafforgue) : Jessica Preston (saison 1 - invitée saison 4)
- Irene Keng (en) : Dr Elle McLean (saison 1)
- Hill Harper (VF : Daniel Njo Lobé) : Dr Marcus Andrews (saisons 1 à 6)
- Richard Schiff (VF : Gabriel Le Doze) : Dr Aaron Glassman
- Tamlyn Tomita (VF : Yumi Fujimori) : Allegra Aoki (saisons 1 et 2 - invitée saison 3)
- Will Yun Lee (VF : Olivier Chauvel) : Dr Alex Park (saisons 2 à 7 - récurrent saison 1)
- Fiona Gubelmann (VF : Aurore Bonjour) : Dr Morgan Reznick (saisons 2 à 7 - récurrente saison 1)
- Christina Chang (VF : Danièle Douet) : Dr Audrey Lim (saisons 2 à 7 - récurrente saison 1)
- Paige Spara (VF : Adeline Moreau) : Lea Dilallo Murphy (saisons 2 à 7 - récurrente saison 1)
- Jasika Nicole (VF : Amelia Ewu) : Dr Carly Lever (saison 3 - récurrente saisons 1 et 2)
- Bria Samoné Henderson (VF : Daria Levannier) : Dr Jordan Allen (saisons 5 à 7 - récurrente saison 4)
- Noah Galvin (VF : Fabien Albanese) : Dr Asher Wolke (saisons 5 à 7 - récurrent saison 4)
- Osvaldo Benavides (VF : Thibaut Lacour) : Dr Mateo Rendón Osma (saison 5 - invité saison 4)
- Brandon Larracuente (VF : Julien Allouf) : Dr Daniel « Danny » Perez (saison 6 - invité saison 7)
- Kayla Cromer (en) (VF : Marion Gress) : Charlotte « Charlie » Lukaitis (saison 7)
- Wavyy Jonez (VF : Baptiste Marc) : Dominick « Dom » Hubank (saison 7)

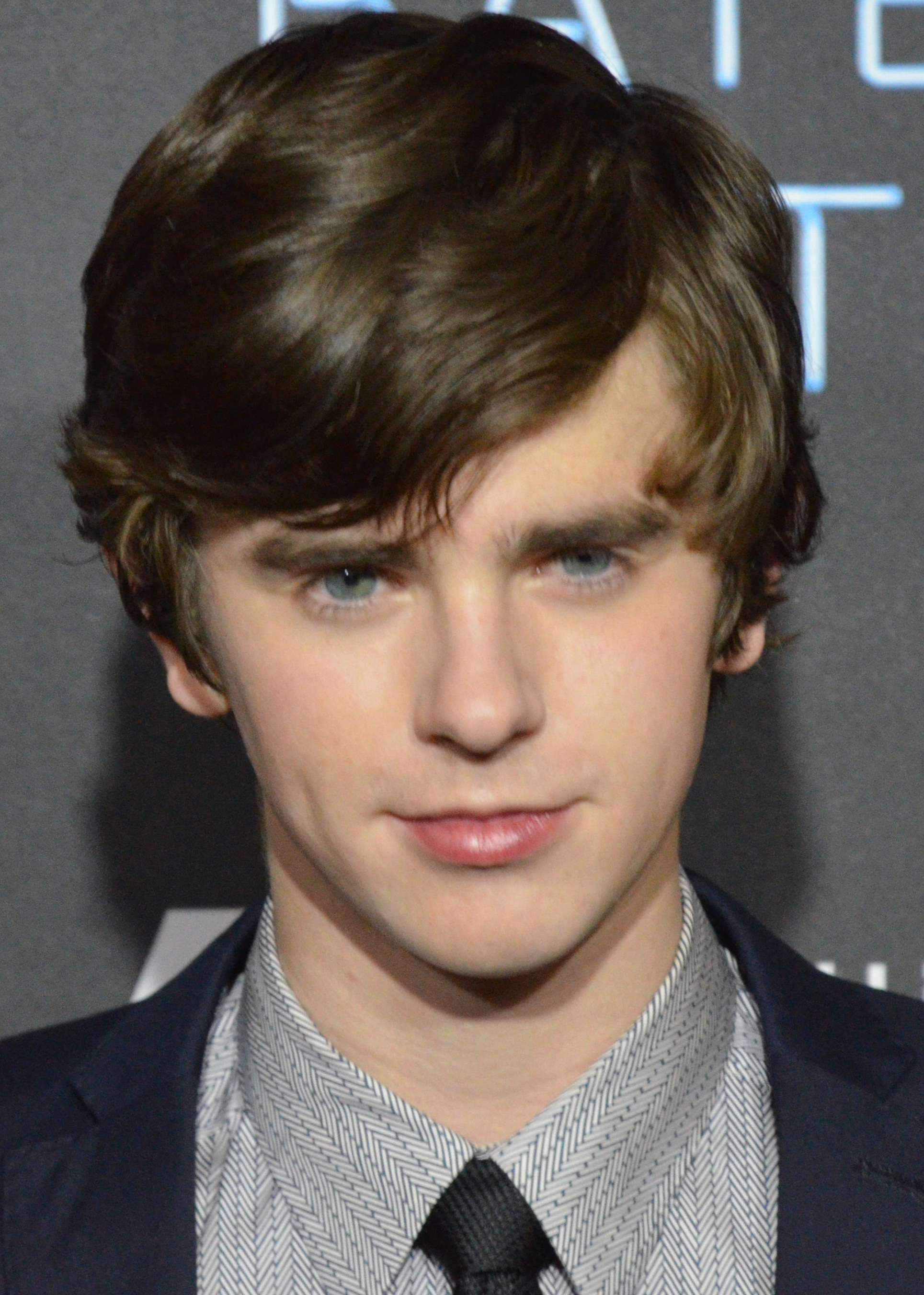
Freddie Highmore dans le rôle du Dr Shaun Murphy
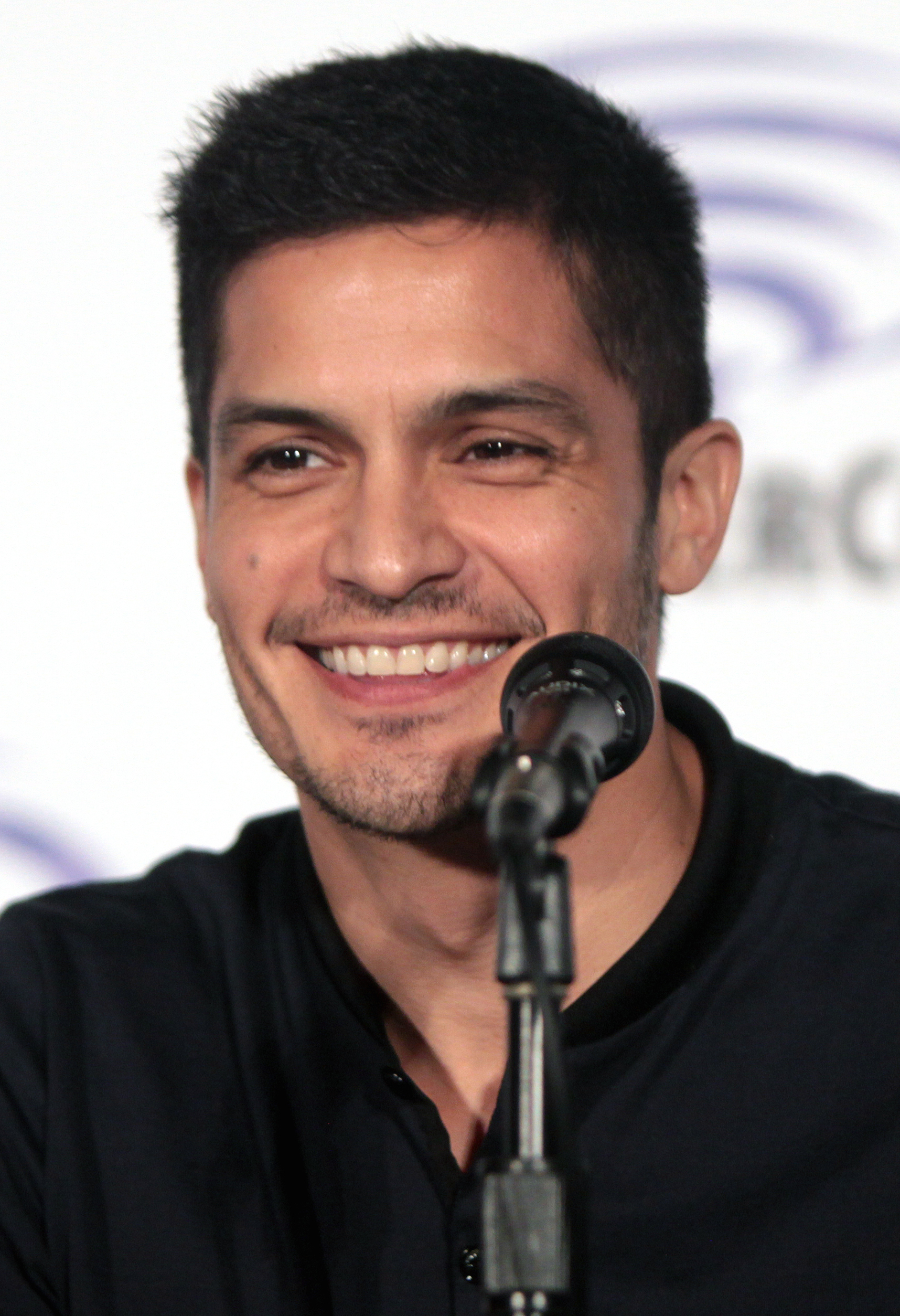
Nicholas Gonzalez dans le rôle du Dr Neil Melendez
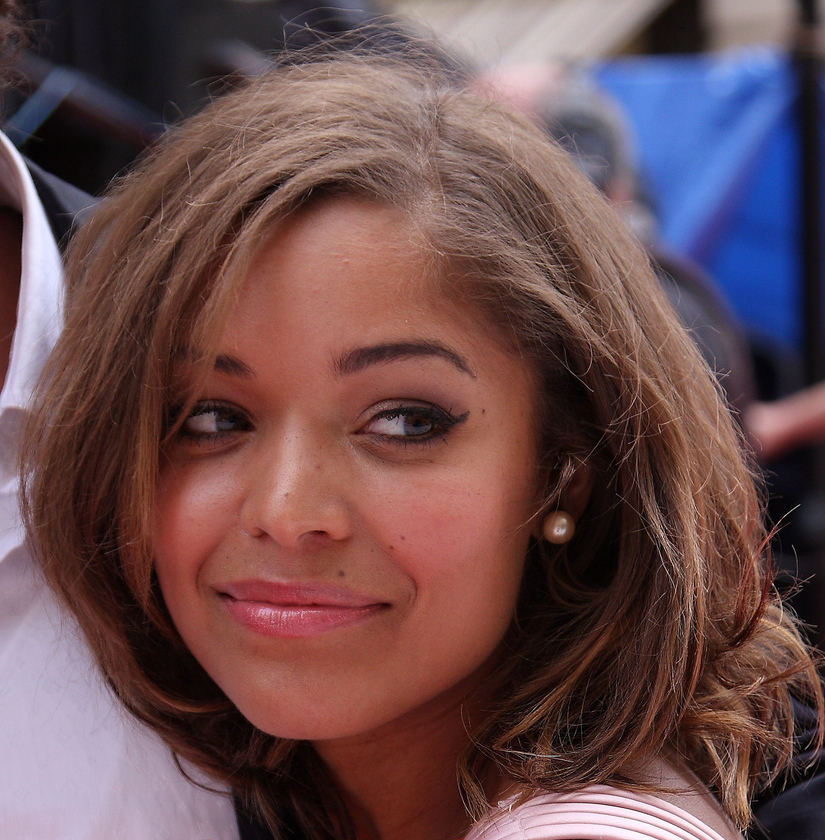
Antonia Thomas dans le rôle du Dr Claire Browne
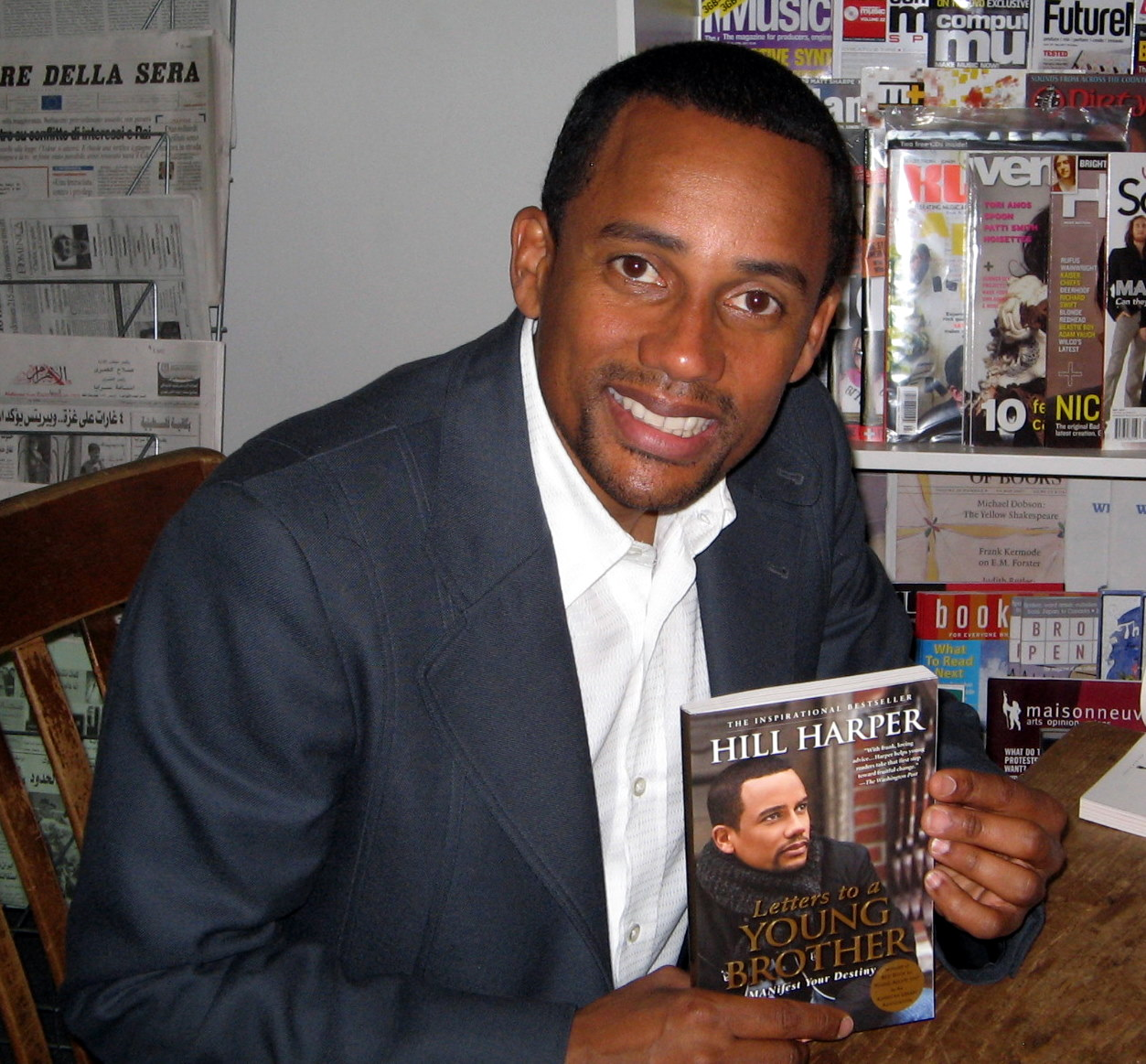
Hill Harper dans le rôle du Dr Marcus Andrews
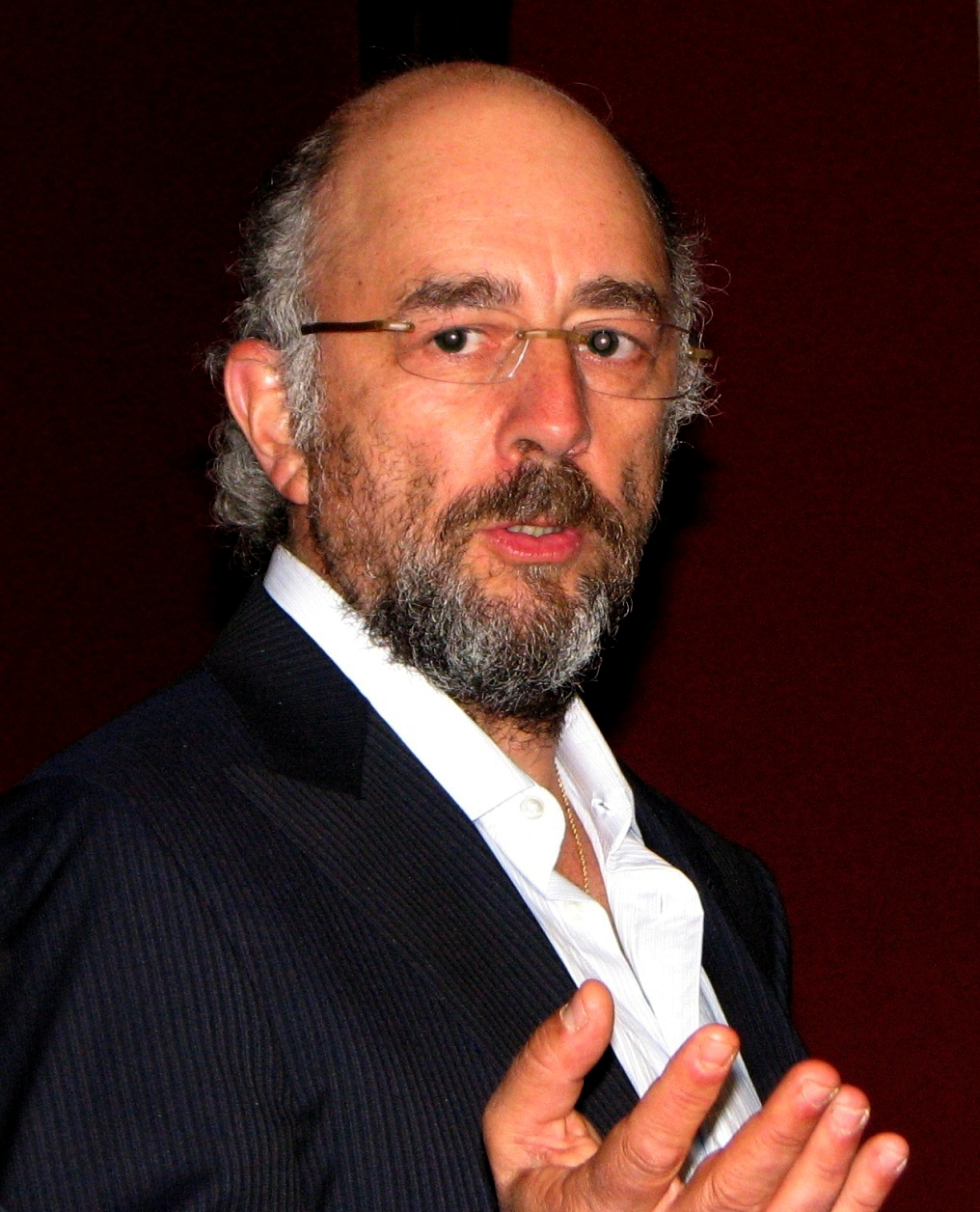
Richard Schiff dans le rôle du Dr Aaron Glassman
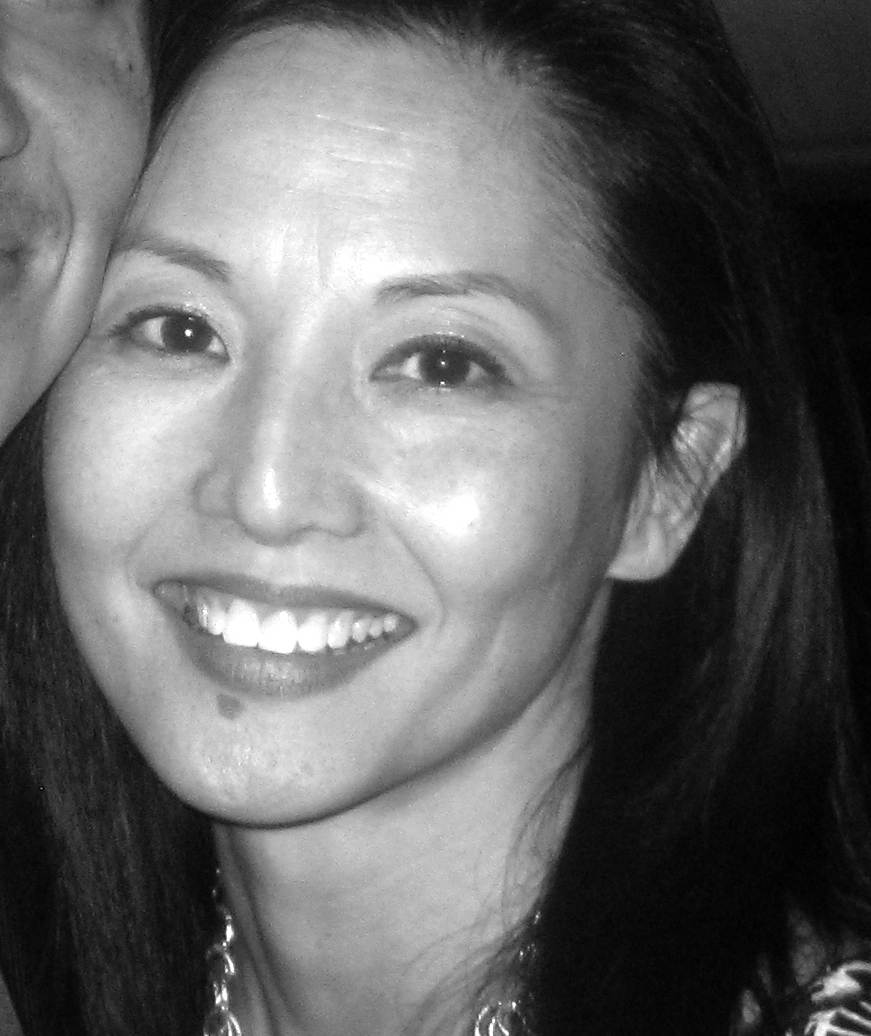
Tamlyn Tomita dans le rôle d'Allegra Aoki
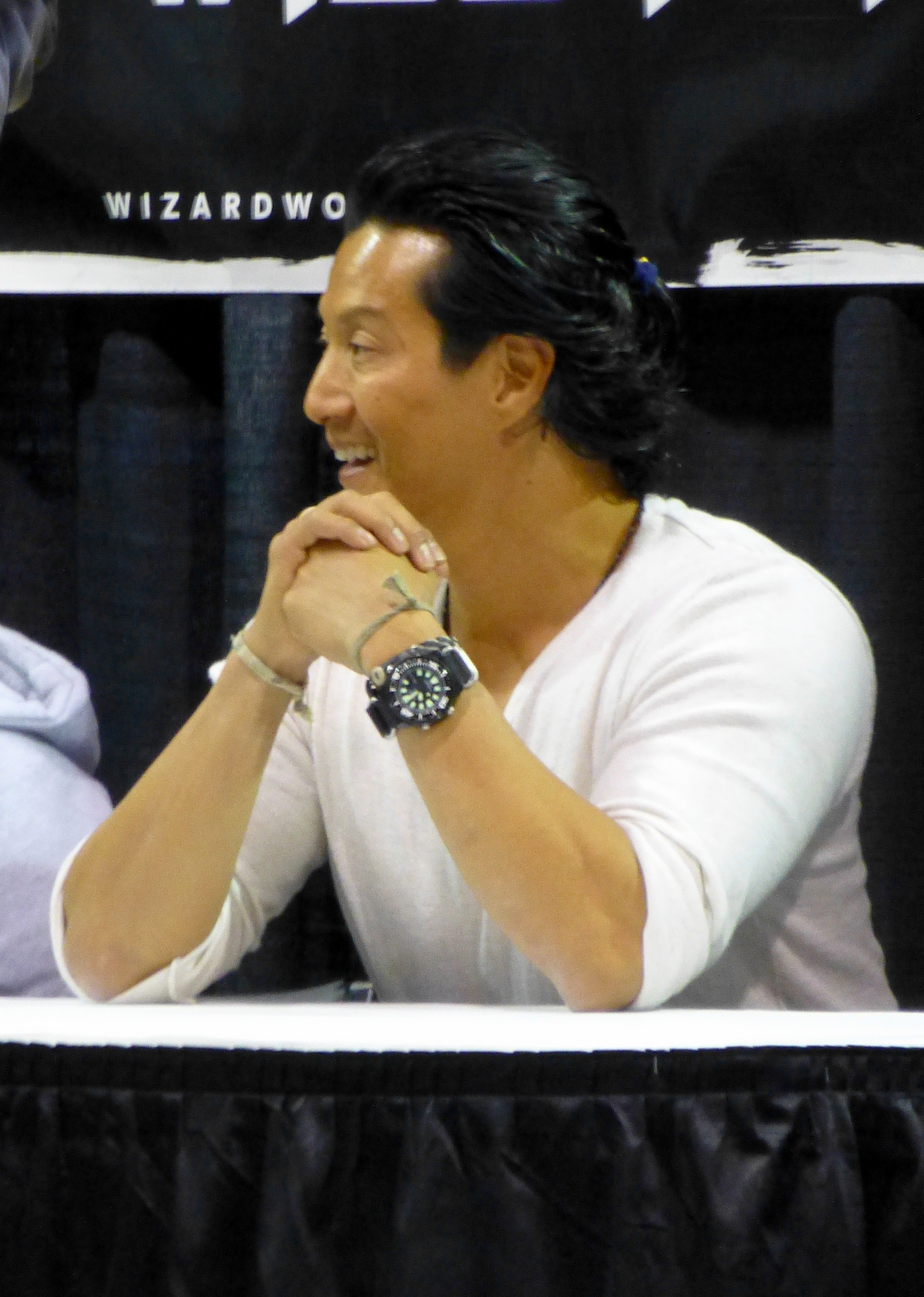
Will Yun Lee dans le rôle du Dr Alex Park
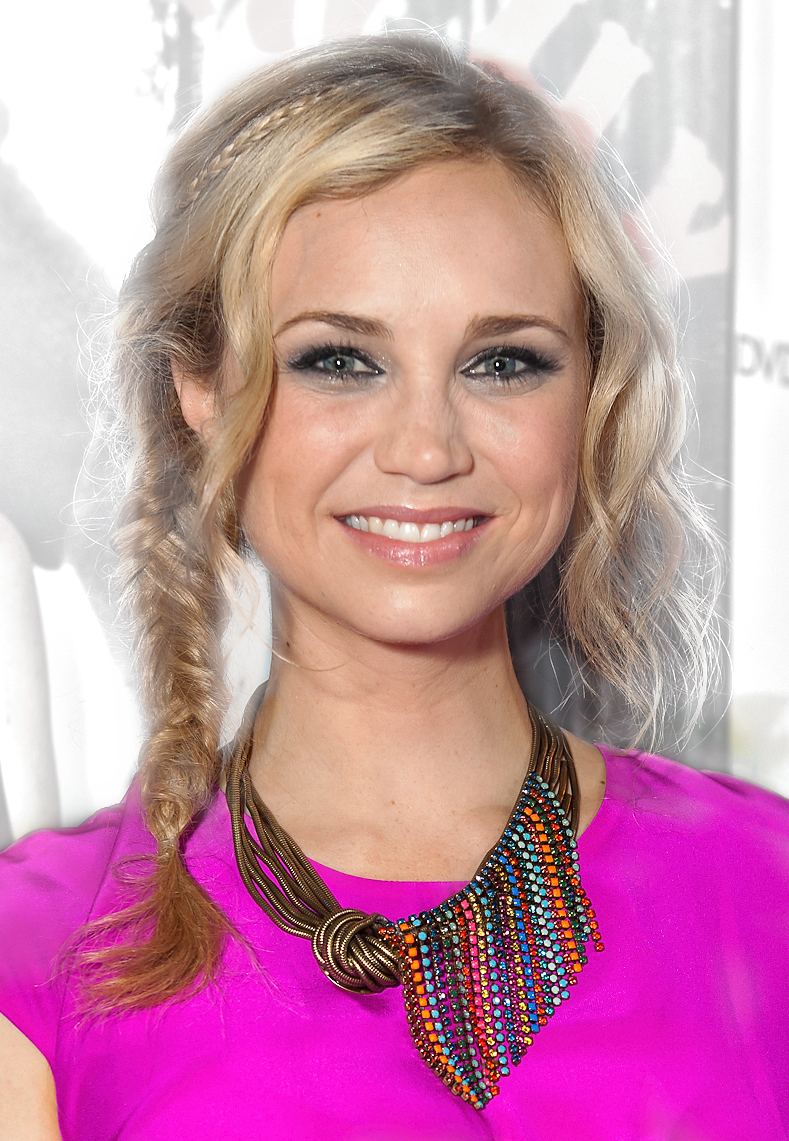
Fiona Gubelmann dans le rôle du Dr Morgan Reznick
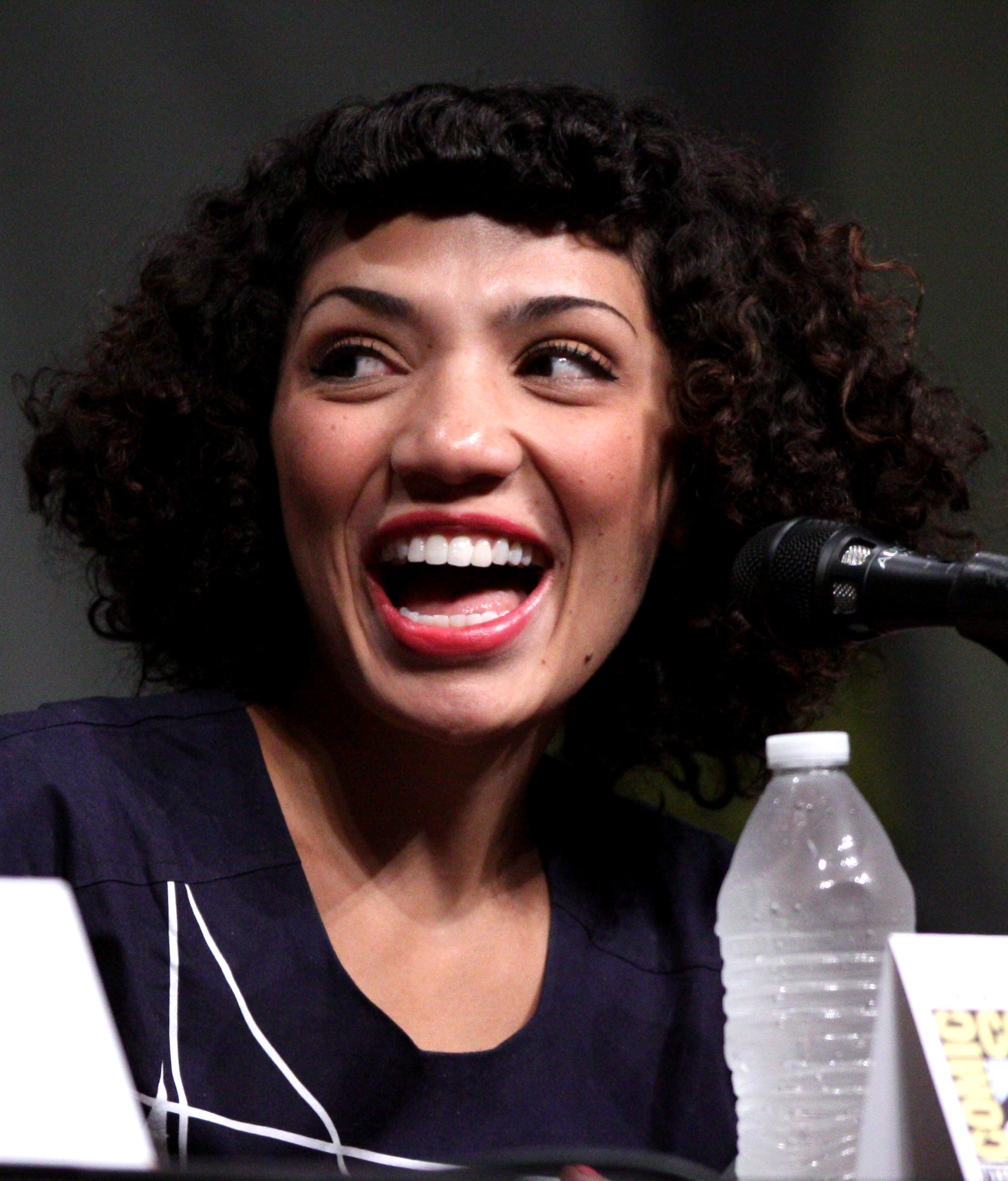
Jasika Nicole dans le rôle de Dr Carly Lever

### Invités
- Graham Verchere (en) (VF : Victor Quilichini) : Shaun Murphy jeune (saisons 1 à 3 et 5)
- Eve Gordon : infirmière Fryday (saison 1, épisodes 2 et 4)
- Necar Zadegan : Dr Jordan Ko (saisons 1 et 2)
- Kelly Blatz (VF : Yoann Sover) : Aidan Coulter (saison 1, épisode 15)
- Michael Muhney : M. Gallico (saison 1, épisode 5)
- Jennifer Birmingham (VF : Julia Boutteville) : Mia Wuellner (saisons 2 et 4)
- Annette O'Toole : Caroline Reznik (saison 3, épisode 13)
- Allen Leech (VF : Yannick Blivet) : Ariel Reznik (saison 3, épisode 13)
- Moises Arias (VF : Alexandre Nguyen) : Luka Jones  (saison 3, épisode 11)
- Carly Pope (VF : Sandra Valentin) : Lily Cross[11] (saison 4, épisodes 1 et 2)
- Priscilla Faia : Dr Cintia D'Souza[12] (saison 4, épisode 9)
- Esmeralda Pimentel (VF : Antonella Colapietro) : infirmière Ana Morales (saison 4, épisodes 19 et 20)
- Michael Shanks : Paul (saison 6, épisode 3)

Version française
- Société de doublage : Cinéphase
- Direction artistique : Thomas Charlet ; Catherine Le Lann (saison 1 seulement)

 Source et légende : version française (VF) sur RS Doublage

## Production

### Développement et genèse
En août 2014, le producteur Daniel Dae Kim (acteur dans Hawaii 5-0) souhaite créer un remake américain de la série coréenne à succès The Good Doctor (굿 닥터) pour le réseau CBS. Toutefois, il abandonne ce projet. L'idée refait surface en octobre 2016, cette fois-ci avec la participation de David Shore pour le réseau ABC, qui commande le pilote à la mi-janvier 2017.
Le 3 octobre 2017, après seulement deux diffusions, ABC commande cinq épisodes supplémentaires, étalant la saison sur 18 épisodes.
Le 7 mars 2018, la série est renouvelée pour une deuxième saison.
Le 5 février 2019, ABC renouvelle la série pour une troisième saison.
Le 11 février 2020, la série est renouvelée pour une quatrième saison.
Le 3 mai 2021, la série est une renouvelée pour une cinquième saison.
Le 30 mars 2022, ABC renouvelle la série pour une sixième saison.
Le 19 avril 2023, la série est renouvelée pour une septième saison.
Le 11 janvier 2024, ABC annule la série après sept saisons.

### Distribution des rôles
Le casting débute en février 2017. Les acteurs sont choisis dans cet ordre : Antonia Thomas, Freddie Highmore et Nicholas Gonzalez, Chuku Modu, Hill Harper et Irene Keng, Richard Schiff et Beau Garrett.
En avril 2018, Will Yun Lee, Fiona Gubelmann, Christina Chang et Paige Spara sont promus à la distribution principale pour la deuxième saison, et le départ de Chuku Modu est confirmé. En juin, Lisa Edelstein décroche un rôle récurrent. En septembre, l'absence de Beau Garrett des synopsis de la deuxième saison est remarquée, son départ confirmé.
Récurrente durant la deuxième saison, Jasika Nicole est promue à la distribution principale en juillet 2019. Elle quitte la série à l'issue de la saison 3 en 2020.
Nicholas Gonzalez quitte la série à l'issue de la saison 3, à la suite d'une décision créative,.
Beau Garrett reprend son rôle de Jessica Preston lors de la première de la quatrième saison en tant qu'invitée. La série ajoute quatre nouveaux internes à titre récurrent à partir du troisième épisode, interprétés par Noah Galvin, Summer Brown, Bria Samoné Henderson et Brian Marc. De plus, Carly Pope est invitée.
À la fin de la quatrième saison, la production promeut Bria Samoné Henderson et Noah Galvin à la distribution principale, puis Antonia Thomas annonce son départ de la série mais reviendra en tant qu'invitée.
Ayant apparu dans les deux derniers épisodes de la quatrième saison, la production promut Osvaldo Benavides à la distribution principale en juin 2021 pour la cinquième saison. Il quitte après quatre épisodes.
En mars 2023, Chuku Modu reprend son rôle pour le reste de la sixième saison de façon récurrente.

### Tournage

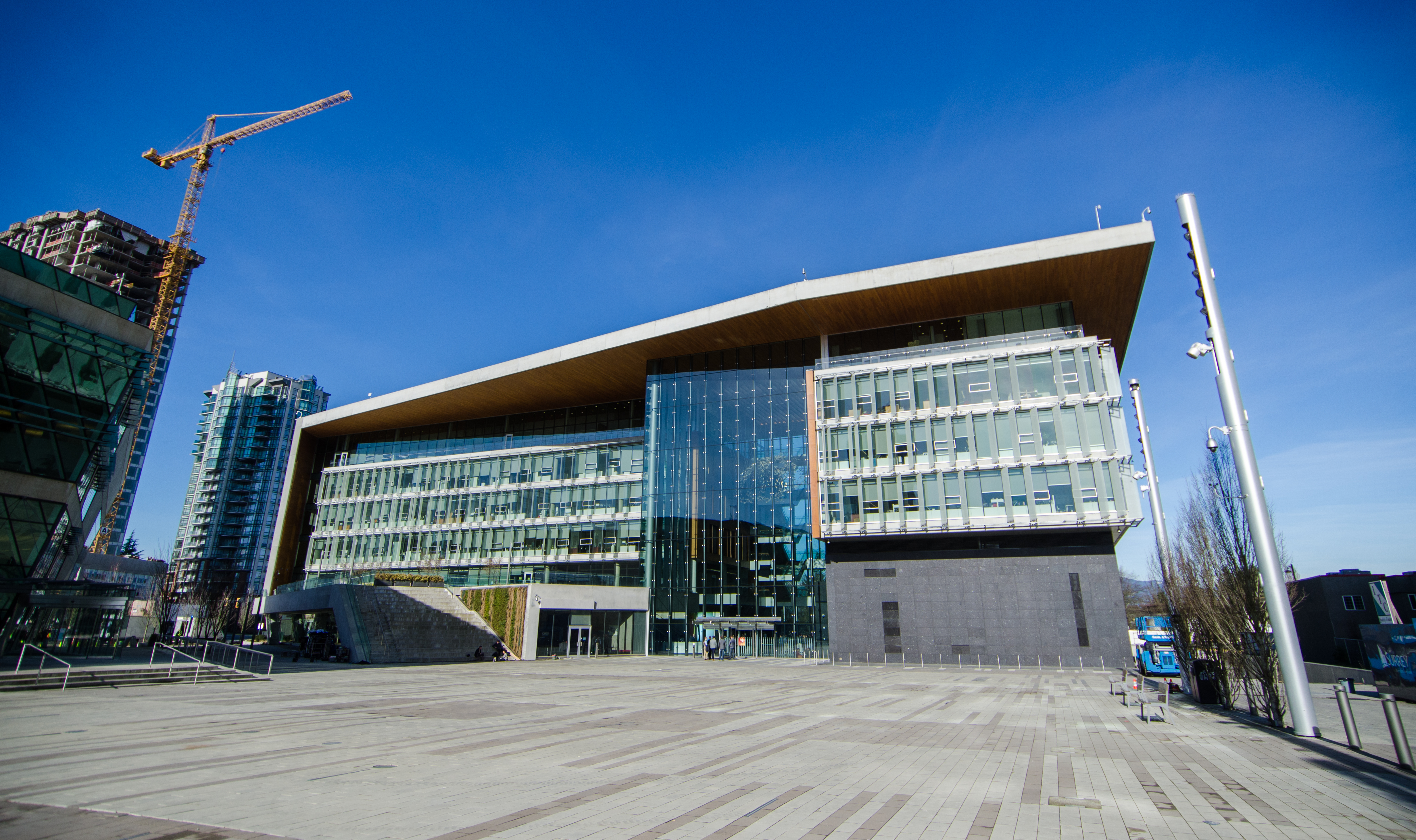
L'hôtel de ville de Surrey en Colombie-Britannique sert de décor extérieur pour l’hôpital San Jose St. Bonaventure.

Le tournage du pilote a commencé le 21 mars jusqu'au 6 avril 2017 à Vancouver en Colombie-Britannique,, la suite du tournage de la série a débuté le 26 juillet 2017 et s'est terminée le 1er mars 2018.

### Musique
La musique est composée par Dan Romer (en).

### Fiche technique
Sauf indication contraire, les informations mentionnées dans cette section peuvent être confirmées par la base de données cinématographiques IMDb,  présente dans la section « Liens externes ».
- Titre original : The Good Doctor
- Titre français : Good Doctor
- Titre québécois : Le Bon Docteur
- Création : David Shore et Daniel Dae Kim
- Réalisation : Seth Gordon, Mike Listo et Michael Patrick Jann
- Scénario : David Shore, Jae-Beom Park, Johanna Lee, Lloyd Gilyard Jr. et David Renaud, d'après la série sud-coréenne du même nom créée par Jae-Beom Park
- Casting : Kim Coleman et J.J. Ogilvy
- Décors : Shannon Murphy
- Costumes : Jenni Gullett
- Photographie : John S. Bartley
- Son : Brian Basham et Dave Griffiths
- Montage : Aaron Rottinghaus, Paul Fontaine et Sandra Montiel
- Musique : Dan Romer (en)
- Production : Freddie Highmore, Shawn Williamson, Min Soo Kee, Konshik Yu et Ron French
  - Production déléguée : Daniel Dae Kim, David Shore, Mike Listo, Seth Gordon, Erin Gunn, David Kim, Sebastian Lee et Thomas L. Moran ; Lindsay Goffman, Erin Gunn, David Hoselton (coproducteur délégué)
  - Production associée : Dave Marken et Kristy Reed
- Sociétés de production : 3AD, EnterMedia Contents et Shore Z Productions ; ABC Studios et Sony Pictures Television (coproductions)
- Sociétés de distribution (télévision) : ABC (États-Unis), CTV (Canada), TF1 (France) et Sony Pictures Television (Monde)
- Pays d'origine :  États-Unis
- Langue originale : anglais
- Format : couleur — 35 mm — 16:9 HD (RED Epic Dragon) — son stéréo (Dolby surround 5.1)
- Genre : Comédie dramatique
- Durée : 41 minutes environ
- Dates de première diffusion :
  - États-Unis / Canada : 25 septembre 2017 sur ABC / CTV
  - Suisse : 19 août 2018 sur RTS Un
  - Belgique : 23 août 2018 sur La Une
  - France : 28 août 2018 sur TF1
  - Québec : 3 janvier 2019 sur le réseau TVA
- Classification : Tout Public ou Déconseillé aux moins de 10 ans

## Diffusion

### Diffusion télévisée
Good Doctor a commencé à être diffusé le 25 septembre 2017 sur ABC aux États-Unis et sur CTV au Canada.
Sky Witness a acquis les droits de diffusion pour le Royaume-Uni et l'Irlande.
Seven Network diffuse la série en Australie.
Wowow le plus grand réseau privé japonais de télévision par satellite a acquis les droits de diffusion de la série à partir d'avril 2018.
Aux Pays-Bas, la série a commencé à être diffusée le 29 janvier 2018 sur RTL 4 et sur vidéo à la demande Videoland.
En Italie, la série a été diffusée pour la première fois sur Rai 1 le 17 juillet 2018, établissant un record de 5,2 millions de téléspectateurs au total de 21 h 30 à 23 h 45, atteignant une part de 31,7 % dans le troisième épisode et entrant dans le Top 10 de la télévision étrangère la plus regardée.
Au Brésil, la série a été la première production internationale à sortir sur le service de vidéo à la demande Globoplay de Rede Globo. Le 27 août, les deux premiers épisodes ont été diffusés sur la chaîne de télévision gratuite Globo pour annoncer le lancement de la série dans le service de streaming.

### Promotion
Une bande-annonce complète a été publiée lors de la présentation d'Upfront en mai 2017, La bande-annonce avait été vue plus de 25,4 millions de fois après une semaine de sa sortie, dont plus de 22 millions de vues sur Facebook.
Le pilote a été projeté lors de l'événement ABC's PaleyFest le 9 septembre 2017. Le 22 mars 2018, les membres de la distribution ainsi que les producteurs délégués David Shore et Daniel Dae Kim ont assisté à la 35e édition du PaleyFest pour promouvoir la série, ainsi qu'une projection de la saison.

### Streaming
En mai 2018, Hulu a acquis les droits SVOD sur les nouveaux épisodes et la diffuser exclusivement sur Hulu, les futurs épisodes sont disponibles le lendemain de leur diffusion originale sur ABC.
En Nouvelle-Zélande, la série est disponible exclusivement en streaming sur Lightbox.

## Épisodes

### Première saison (2017-2018)
Elle a été diffusée du 25 septembre 2017 au 26 mars 2018.
1. Éclat de verre (Burnt Food)
2. Sale boulot (Mount Rushmore)
3. Contre la montre (Oliver)
4. Court-circuit (Pipes)
5. Ne tirez pas sur l'oiseau moqueur (Point Three Percent)
6. Initiatives (Not Fake)
7. Pas à pas (22 Steps)
8. Pomme de discorde (Apple)
9. Au millimètre près (Intangibles)
10. Prise de décision (Sacrifice)
11. Road Trip (Islands: Part One)
12. Voler de ses propres ailes (Islands: Part Two)
13. Sept bonnes raisons (Seven Reasons)
14. Question de genre (She)
15. Bain de foule (Heartfelt)
16. Lève-toi et marche (Pain)
17. Le Sourire aux lèvres (Smile)
18. Assumer les conséquences (More)

### Deuxième saison (2018-2019)
Le tournage de la deuxième saison a commencé le 27 juin 2018 et s'est terminé le 12 février 2019.
Cette saison de 18 épisodes a été diffusée du 24 septembre 2018 au 11 mars 2019.
1. Adieux et retrouvailles (Hello)
2. Pieux mensonges (Middle Ground)
3. 36 heures de garde (36 Hours)
4. La vie, c'est une vacherie (Tough Titmouse)
5. Deux poids, deux mesures (Carrots)
6. Une oreille attentive (Two-Ply (or Not Two-Ply))
7. Le Poisson rouge (Hubert)
8. L'Entière Vérité  (Stories)
9. Les Limites de l'empathie  (Empathy)
10. Mise en quarantaine, première partie (Quarantine)
11. Mise en quarantaine, deuxième partie (Quarantine Part Two)
12. Le Calme après la tempête (Aftermath)
13. Amour et amitié (Xin)
14. Pèlerinage (Faces)
15. Le Nouveau Chef (Risk and Reward)
16. Guérison divine (Believe)
17. Je suis chirurgien (Breakdown)
18. Et ils vécurent heureux (Trampoline)

### Troisième saison (2019-2020)
Le tournage de la troisième saison a commencé le 19 juin 2019 et s'est terminé le 3 mars 2020.
Elle est diffusée du 23 septembre 2019 au 30 mars 2020.
1. Shaun et l'amour (Disaster)
2. Le Prix fort (Debts)
3. L'Épreuve de Claire (Claire)
4. Tendre la main (Take My Hand)
5. Dr Shaun Murphy (First Case, Second Base)
6. L'Art de demander pardon (45-Degree Angle)
7. Sortir de sa bulle (SFAD)
8. L'Heure des choix (Moonshot)
9. Inachevé (Incomplete)
10. Défaite de famille (Friends and Family)
11. Ouvrir son cœur (Fractured)
12. La Toute Première Fois (Mutations)
13. Choisir sa vie (Sex and Death)
14. Guerres d'influence (Influence)
15. Communication non verbale (Unsaid)
16. Psy et Autopsie (Autopsy)
17. Solutions efficaces (Fixation)
18. Cœurs brisés (Heartbreak)
19. Tremblement de terre, partie 1 (Hurt)
20. Tremblement de terre, partie 2 (I Love You)

### Quatrième saison (2020-2021)
Cette saison de vingt épisodes est diffusée depuis le 2 novembre 2020 aux États-Unis.
Les deux premiers épisodes se déroulent au printemps 2020 lors de la première vague de pandémie de Covid-19 aux États-Unis. Par la suite, les épisodes se déroulent dans un monde où la pandémie est terminée.
Au début du 3e épisode, Freddie Highmore dit « Dans ce nouvel épisode, nous nous plaçons dans l'avenir tel que nous espérons le voir, un avenir où on n'aura plus besoin de masque, ni d'aucune autre précaution pour échapper à la Covid. En attendant ce jour, pensez à vous protéger et à protéger les autres. »
1. En première ligne, partie 1 (Frontline Part 1)
2. En première ligne, partie 2 (Frontline Part 2)
3. Les Petits Nouveaux (Newbies)
4. À deux, c'est mieux (Not the Same)
5. L'Erreur est humaine (Fault)
6. Réminiscences (Lim)
7. Douche froide (The Uncertainty Principle)
8. Devine qui vient dîner ? (Parenting)
9. Les Petits Cornichons (Irresponsible Salad Bar Practices)
10. Le Syndrome de l'imposteur (Decrypt)
11. Vent de folie (We're All Crazy Sometimes)
12. Le Bleu de tes yeux (Teeny Blue Eyes)
13. Je suis ton père (Spilled Milk)
14. Le Vrai Courage (Gender Reveal)
15. Dans la salle d’attente… (Waiting)
16. Docteur Nounours (Dr Ted)
17. Les Jolies Histoires (Letting Go)
18. Réparer les blessures (Forgive or Forget)
19. Mission humanitaire (Venga)
20. Si on allait de l'avant (Vamos)

### Cinquième saison (2021-2022)
Elle est diffusée depuis le 27 septembre 2021. Après les sept premiers épisodes, la série prend une pause hivernale et reprend le 28 février 2022.
1. Nouvelle donne (New Beginnings)
2. C'est pas du gâteau (Piece of Cake)
3. Le Prix de la guérison (Measure of Intelligence)
4. Une vision différente (Rationality)
5. Le Classement (Crazytown)
6. Un cœur sur mesure (One Heart)
7. Date de péremption (Expired)
8. Qui cherche trouve (Rebellion)
9. La Défense s'organise (Yippee Ki-Yay)
10. Le Don de soi (Cheat Day)
11. Un joli symbole (The Family)
12. Panne sèche (Dry Spell)
13. Sentiment d'appartenance (Growing Pains)
14. Une pincée de folie (Potluck)
15. Une volonté de fer (My Way)
16. Une source d'inspiration (The Shaun Show)
17. Le Grand Jour (The Lea Show)
18. Un bon père (Sons)

### Sixième saison (2022-2023)
Elle est diffusée depuis le 3 octobre 2022.

En Belgique, elle est diffusée depuis le 12 août 2023 sur Tipik.
1. Le Trouble-fête (Afterparty)
2. En mode battante (Change of Perspective)
3. La Vie de couple (A Big Sign)
4. Rendez-vous manqués (Shrapnel)
5. Essayer encore (Growth Opportunities)
6. L'Esprit de contradiction (Hot and Bothered)
7. Si petits (Boys Don't Cry)
8. Panser ses blessures (Sorry, Not Sorry)
9. Une simple distraction (Broken or Not)
10. Quelques complications (Quiet and Loud)
11. Break prénatal (The Good Boy)
12. Un choix à assumer (365 Degrees)
13. 39 différences / Toutes nos différences[59] (39 Differences)
14. Cœur de pierre (Hard Heart)
15. Des amis de longue date (Old Friends)
16. Sur le banc des accusés (The Good Lawyer) (spin-off)
17. Un bon exemple (Second Chances and Past Regrets)
18. Premiers symptômes (A Blip)
19. L'Esprit d'équipe (Half Measures)
20. Un homme béni (Blessed)
21. Une merveilleuse journée (A Beautiful Day)
22. La Naissance (Love's Labor)

### Septième saison (2024)
Cette septième et dernière saison de dix épisodes est diffusée depuis le 20 février 2024.

En Belgique francophone, elle a été diffusée du 2 juillet au 30 juillet 2024 sur La Une.
1. Papa Shaun (Baby, Baby, Baby)
2. Parier sur l’avenir (Skin in the Game)
3. La Goutte de trop (Critical Support)
4. Un peu d’intimité (Date Night)
5. Un couple atypique (Who at Peace)
6. En sous-effectif (M.C.E.)
7. La Nounou parfaite (Faith)
8. Les Pieds sur terre (The Overview Effect)
9. Un amour inconditionnel (Unconditional)
10. Au revoir (Goodbye)

## Accueil

### Audiences

#### États-Unis
Le pilote a été vu par 11,22 millions de téléspectateurs aux États-Unis, et 2,60 millions au Canada.
| Saison | Saison | Nombre d'épisodes | Diffusion aux États-Unis sur ABC (HE) | Diffusion aux États-Unis sur ABC (HE) | Diffusion aux États-Unis sur ABC (HE) | Audiences (en millions) | Audiences (en millions) | Audiences (en millions) | Classement | Saison TV |
| Saison | Saison | Nombre d'épisodes | Jour et horaire de diffusion          | Début de saison                       | Fin de saison                         | Première                | Finale                  | Moyenne                 | Classement | Saison TV |
| ------ | ------ | ----------------- | ------------------------------------- | ------------------------------------- | ------------------------------------- | ----------------------- | ----------------------- | ----------------------- | ---------- | --------- |
|        | 1      | 18                | Lundi 22 h                            | 25 septembre 2017                     | 26 mars 2018                          | 11,22                   | 9,52                    | 15,61                   | 9e         | 2017-18   |
|        | 2      | 18                | Lundi 22 h                            | 24 septembre 2018                     | 11 mars 2019                          | 7,35                    | 7,78                    | 12,20                   | 12e        | 2018-19   |
|        | 3      | 20                | Lundi 22 h                            | 23 septembre 2019                     | 30 mars 2020                          | 6,26                    | 7,71                    | 10,82                   | 11e        | 2019-20   |
|        | 4      | 20                | Lundi 22 h                            | 2 novembre 2020                       | 7 juin 2021                           | 4,87                    | 3,99                    | 8,16                    | 19e        | 2020-21   |
|        | 5      | 18                | Lundi 22 h                            | 27 septembre 2021                     | 16 mai 2022                           | 3,99                    | 3,45                    | 7,05                    | 27e        | 2021-22   |
|        | 6      | 22                | Lundi 22 h                            | 3 octobre 2022                        | 1er mai 2023                          | 3,54                    | 3,87                    | 6,24                    | 30e        | 2022-23   |
|        | 7      | 10                | Lundi 22 h                            | 20 février 2024                       | 21 mai 2024                           | 2,86                    | 2,47                    | 2,48                    |            | 2024      |

La première saison de la série a obtenu une note de 2,2 / 9 dans la tranche d'âge de 18 à 49 ans, avec 11,22 millions de téléspectateurs, ce qui en fait le premier drame le plus regardé du lundi sur ABC en 21 ans, depuis la série Dangerous Minds (en) en septembre 1996, et le drame le plus apprécié du lundi dans la tranche démographique de 18 à 49 ans en 8,5 ans, depuis Castle en mars 2009.
Compte tenu des audiences en direct et de sept jours, le pilote a été regardé par un total de 19,2 millions de téléspectateurs et a établi un record pour les téléspectateurs DVR avec 7,9 millions, dépassant le record de 7,67 millions établi par le pilote de Designated Survivor en 2016.
Selon le numéro du 13-26 novembre de TV Guide, l'épisode du 9 octobre a attiré 18,2 millions de téléspectateurs, battant à la fois les autres séries de CBS dont NCIS et The Big Bang Theory pour la série en prime time la plus vue cette semaine.

#### France
| Saison | Saison | Nombre d'épisodes | Diffusion en France sur TF1  | Diffusion en France sur TF1 | Diffusion en France sur TF1 | Audiences (en millions) | Audiences (en millions) | Audiences (en millions) |
| Saison | Saison | Nombre d'épisodes | Jour et horaire de diffusion | Début de saison             | Fin de saison               | Première                | Finale                  | Moyenne                 |
| ------ | ------ | ----------------- | ---------------------------- | --------------------------- | --------------------------- | ----------------------- | ----------------------- | ----------------------- |
|        | 1      | 18                | Mardi 21 h                   | 28 août 2018                | 30 octobre 2018             | 6,68                    | 5,37                    | 5,90                    |
|        | 2      | 18                | Mardi puis mercredi 21 h     | 6 novembre 2018             | 30 octobre 2019             | 5,75                    | 3,98                    | 4,33                    |
|        | 3      | 20                | Mercredi puis mardi 21 h     | 6 novembre 2019             | 3 novembre 2020             | 4,54                    | 3,79                    | 3,81                    |
|        | 4      | 20                | Mercredi 21 h 5              | 25 août 2021                | 27 octobre 2021             | 4,07                    | 2,55                    | 3,19                    |
|        | 5      | 18                | Mercredi 21 h 10             | 31 août 2022                | 26 octobre 2022             | 2,90                    | 2,19                    | 2,45                    |
|        | 6      | 22                | Mercredi 21 h 10             | 23 août 2023                | 11 octobre 2023             | 2,76                    |                         |                         |

##### Saison 1
Le premier épisode a été vu par plus de 6,68 millions de téléspectateurs en France sur TF1 soit 31,7 % des individus de quatre ans et plus et 47,9 % des femmes responsables des achats de moins de cinquante ans, selon Médiamétrie.
Un excellent démarrage confirmé à J+7 puisque Good Doctor a également trouvé de très nombreux curieux grâce aux replays. Ainsi, le premier épisode de la soirée grimpe à 7,95 millions de téléspectateurs, et progresse ainsi de 1,27 million de curieux. La PDA s'envole également avec 33,2 % des individus de quatre ans et plus (+2,5 points) et 50,4 % des FRDA-50, soit une hausse de 4,2 points par rapport à l'audience veille. Le deuxième épisode de Good Doctor profite également d'un important replay, passant de 6,50 millions de fans à 7,91 millions, soit cette fois un gain de 1,41 million de personnes. La PDA passe à 35,9 % sur l'ensemble du public (+3,2 points) et à 54,0 % sur la cible (+4,4 points).
Good Doctor confirme ainsi son excellent démarrage, le meilleur d'une série américaine depuis Lost en 2005. Il s'agit par ailleurs de la meilleure audience d'une série étrangère depuis le final de la saison 6 de Mentalist fin 2014 et du plus gros gain historique enregistré en replay pour une série américaine, toutes chaînes confondues malgré une concurrence accrue sur les autres chaines.

### Critiques
Sur le site de IMDb la série obtient une note de 8 sur 10 pour une moyenne établie a partir de 110 000 avis. Le site de référencement Allociné note la série 3,9⁄5 sur 6465 notes.

### Représentation de l'autisme
La série fait régulièrement controverse en ce qui concerne sa représentation de l'autisme,. Aucun des acteurs principaux n'est autiste, alors qu'il s'agit d'une des principales demandes de représentativité de la part des personnes concernées, notamment en raison de leur exclusion des milieux professionnels. Une partie du public concerné par l'autisme perçoit Shaun Murphy comme un assemblage de comportements stéréotypés, plutôt que comme un personnage autiste crédible. Lydia Brown, de l’Autistic Women & Nonbinary Network, estime que la représentation de Shaun Murphy peut paradoxalement renforcer l'exclusion des personnes autistes dans la société, dans la mesure où la série renforce certains stéréotypes, par exemple quant à l'incapacité des personnes autistes à considérer les autres respectueusement.
L'une des scènes de l'épisode de la seconde saison Je suis chirurgien (Breakdown en VO) met en scène Shaun pendant un effondrement sensoriel (meltdown), dû à une sur-stimulation provoquée par son supérieur qui cherche à l'écarter. Si le réalisme de cette scène reste questionnable, elle a donné lieu à de nombreuses parodies moqueuses, voire insultantes envers les personnes autistes, sur le web et en particulier sur TikTok,, et Twitter. Cette réaction met en lumière le validisme de la société à leur égard, dans un contexte où la même moquerie à l'égard de personnes qui éprouvent des crises de panique ou d'anxiété ne serait pas socialement considérée comme acceptable. De la même façon, un court extrait de la série conçu pour présenter Shaun comme un raciste a refait surface, et est devenu viral en 2023, conduisant à représenter toutes les personnes autistes comme racistes. Enfin, un épisode de la première saison Question de genre (She en VO) met en scène une patiente transgenre, ce que Shaun a beaucoup de difficultés à accepter, supposément en raison de son autisme ; ce qui conduirait à représenter les personnes autistes comme transphobes, alors qu'elles sont au contraire plus souvent transgenres que les personnes allistes.
Une autre critique envers la série concerne l'entretien d'une confusion entre l'autisme et le syndrome du savant, alors qu'il s'agit de deux conditions distinctes. En réalité, l'association entre autisme et syndrome du savant est très rare,, Shaun correspondant à un stéréotype médiatique de génie excentrique. Le déroulement du scénario laisse entendre que Shaun doit constamment démontrer de « super-habilités » pour être simplement accepté par ses collègues et ses supérieurs.
Enfin, la série présente constamment la raison des problèmes de relations sociales rencontrés par Shaun comme étant son autisme, même dans des circonstances dans lesquelles d'autres causes pourraient les expliquer.

## Distinctions
(en) Récompenses pour Good Doctor sur l’Internet Movie Database
| Année | Cérémonie                              | Catégorie                                           | Nommée(s)        | Résultat   | Ref.    |
| ----- | -------------------------------------- | --------------------------------------------------- | ---------------- | ---------- | ------- |
| 2018  | 75e cérémonie des Golden Globes Awards | Meilleur acteur dans une série télévisée dramatique | Freddie Highmore | Nomination | [ 143 ] |
| 2018  | Humanitas Prize                        | téléfilm de 60 minutes                              | David Shore      | Lauréat    | [ 144 ] |

### Revue de presse
- Propos de Freddie Highmore recueillis par Cédric Melon, « Good Doctor, une série qui vous veut du bien », Télécâble Sat Hebdo no 1477, SETC, Saint-Cloud, 20 août 2018, p. 8-9,  (ISSN 1630-6511)
- Propos recueillis par Julia Baudin, « Freddie Highmore : Shaun Murphy est unique », TV Magazine, Le Figaro, Paris, 26 août 2018, p. 10
- Julia Baudin, « Good Doctor : la nouvelle série de TF1. Avec des pointes à 8 millions de téléspectateurs, Good Doctor bat des records d'audience et suscite l'engouement. Décryptage », TV Magazine, Le Figaro, Paris, 30 septembre 2018, p. 6-8
- Julia Baudin, « Good Doctor : sur le fil du scalpel », TV Magazine, Le Figaro, Paris, 4 novembre 2018, p. 16